# 吉多尔格尔
吉多尔格尔（羅馬化：Chittorgarh），简称吉多尔（Chittor），是印度拉贾斯坦邦吉多尔格尔县的一个城镇。总人口96028（2001年）。

## 人口
该地2001年总人口96028人，其中男性50332人，女性45696人；0—6岁人口13947人，其中男7282人，女6665人；识字率69.97%，其中男性为77.88%，女性为61.26%。